# 津別站

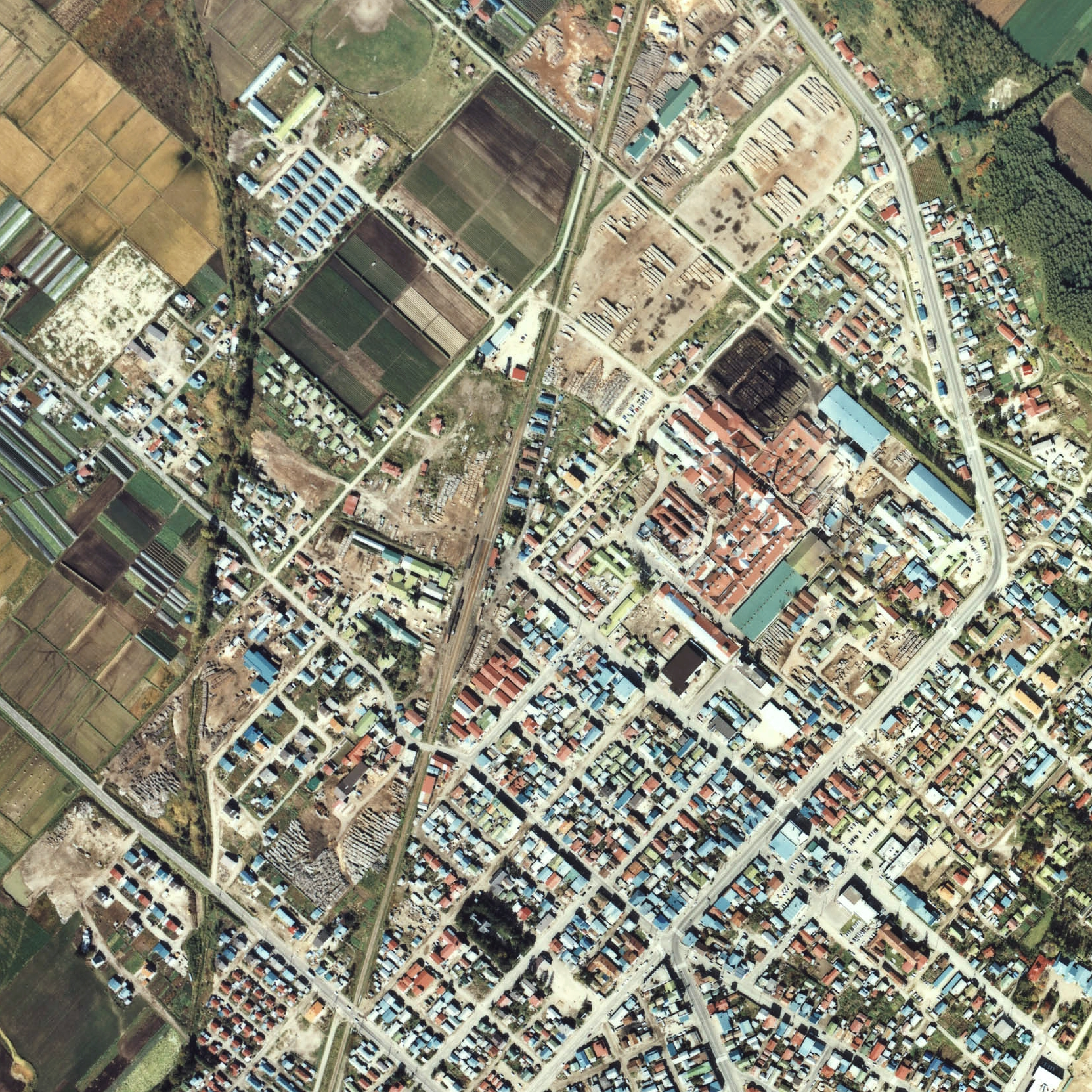
1977年的津別站與方圓約1公里範圍。下方為北見相生方向。
當時設有2面3線的月台，為國鐵型配線。在外側鄰接木廠和貨物積卸線。車站正面靠近北見相生一方設有三角狀的貨物月台和引込線。圖中可看到貨運列車和許多貨物。在2年後不再處理貨物，所有貨物專用的側線起被撤去。車站後方的副本線變成只與北見相生一方分支，同時變成維護路軌的路軌，當時設有2面2線的相對式月台。
車站正面靠近美幌一方（車站右上方）設有向右上方延伸，細長的矩形物體是北見營林局津別營林署管轄的堆場（露天）。曾經在東邊設有沿網走川支流向津別川上流行走的津別森林鐵道。後來在昭和38年更換為貨車運送。

津別站（日语：／ Tsubetsu eki */?）是位於北海道網走郡津別町字新町，日本國有鐵道（國鐵）的相生線車站（廢站）。隨著相生線廢線，車站在1985年（昭和60年）4月1日廢除。

## 歷史
- 1924年（大正13年）11月17日 - 鐵道省相生線美幌站至此站之間開通，此站啟用。當時為一般車站。
- 1925年（大正14年）11月15日 - 此站至北見相生站之間開通，成為中途站。
- 1927年（昭和2年） - 津別森林鐵道（日语：津別森林鉄道）啟用。
- 1949年（昭和24年）6月1日 - 日本國有鐵道成立，成為日本國有鐵道車站。
- 1963年（昭和38年）- 津別森林鐵道廢除。
- 1969年（昭和44年）4月1日 - 設置補助貨櫃基地。
- 1979年（昭和54年）12月11日 - 結束處理貨物。
- 1984年（昭和59年）2月1日 - 結束處理行李。
- 1985年（昭和60年）4月1日 - 相生線全線廢除，此站也廢除。

## 車站構造
截至車站廢除前，車站是一座地面車站，設有2面2線的相對式月台。當時可進行列車交會。此站是職員配置站。兩月台之間設有站內平交道連接。上行月台（車站大樓對面）設有路軌分支，連接1條側線。車站大樓鄰接下行月台（路軌東邊，北見相生方向會開啟左邊車門）。

## 站名的由來
站名取自所在地名（字活汲）。地名源自阿伊努語的「トゥ・ペツ」，其意思是二條河流。指的是網走川和津別川，車站鄰邊兩河流匯合點。

## 使用狀況
- 截至1981年度（昭和56年度），1日上下車人次為259人[1]。

## 車站周邊
- 丸玉產業株式會社（日语：丸玉産業株式会社）
- 北海道道768號相生津別停車場線（日语：北海道道768号相生津別停車場線）
- 國道240號（日语：国道240号）
- 津別町公所
  - 津別町營巴士（日语：津別町営バス）總站
- 美幌警署（日语：美幌警察署）津別駐在所
- 津別郵局
- 網走信用金庫（日语：網走信用金庫）津別分店
- 北見信用金庫（日语：北見信用金庫）津別分店
- 津別町農業協同組合（JA津別）

## 現況
車站大樓與月台已經被拆毀。截至2001年（平成13年），遺址保留了1座臂木式號誌機。

## 相鄰車站
日本國有鐵道
相生線 
活汲－達美臨時乘降場－津別－高校前臨時乘降場－恩根

## 注腳
1. 1 2  書籍《国鉄全線各駅停車1 北海道690駅》（小學館，1983年7月發行）159頁。
2. ↑  書籍《鉄道廃線跡を歩くVII》（JTB出版，2001年1月發行）42頁。